# Effectif des équipes à la Coupe du monde de football 1950
Cette page contient la liste de toutes les équipes et leurs joueurs ayant participé à la phase finale de la Coupe du monde de football 1950. L'âge et le nombre de sélections sont ceux au début de la compétition.

## Angleterre
Entraîneur : Walter Winterbottom
| No. | Pos.      | Joueur           | Date de naissance et âge | Sélec. | Club                    |
| --- | --------- | ---------------- | ------------------------ | ------ | ----------------------- |
| -   | Défenseur | John Aston       | 2 septembre 1921         | 14     | Manchester United       |
| -   | Milieu    | Eddie Baily      | 6 août 1925              | 0      | Tottenham Hotspur       |
| -   | Attaquant | Roy Bentley      | 17 mai 1924              | 4      | Chelsea                 |
| -   | Milieu    | Henry Cockburn   | 14 septembre 1921        | 10     | Manchester United       |
| -   | Milieu    | Jimmy Dickinson  | 24 avril 1925            | 7      | Portsmouth              |
| -   | Gardien   | Ted Ditchburn    | 24 octobre 1921          | 2      | Tottenham Hotspur       |
| -   | Défenseur | Bill Eckersley   | 16 juillet 1925          | 0      | Blackburn Rovers        |
| -   | Attaquant | Tom Finney       | 5 avril 1922             | 25     | Preston North End       |
| -   | Milieu    | Laurie Hughes    | 2 mars 1924              | 0      | Liverpool               |
| -   | Attaquant | Wilf Mannion     | 16 mai 1918              | 19     | Middlesbrough           |
| -   | Attaquant | Stanley Matthews | 1er février 1915         | 30     | Blackpool               |
| -   | Attaquant | Jackie Milburn   | 11 mai 1924              | 7      | Newcastle United        |
| -   | Attaquant | Stan Mortensen   | 26 mai 1921              | 18     | Blackpool               |
| -   | Attaquant | Jimmy Mullen     | 6 janvier 1923           | 4      | Wolverhampton Wanderers |
| -   | Milieu    | Bill Nicholson   | 26 janvier 1919          | 0      | Tottenham Hotspur       |
| -   | Défenseur | Alf Ramsey       | 22 janvier 1920          | 5      | Tottenham Hotspur       |
| -   | Défenseur | Laurie Scott     | 23 avril 1917            | 17     | Arsenal                 |
| -   | Défenseur | Jim Taylor       | 5 novembre 1917          | 0      | Fulham                  |
| -   | Milieu    | Willie Watson    | 7 mars 1920              | 2      | Sunderland              |
| -   | Gardien   | Bert Williams    | 31 janvier 1920          | 7      | Wolverhampton Wanderers |
| -   | Défenseur | Billy Wright     | 6 février 1924           | 29     | Wolverhampton Wanderers |

## Bolivie
Entraîneur :  Mario Pretto
| No. | Pos.      | Joueur                     | Date de naissance et âge | Sélec. | Club                         |
| --- | --------- | -------------------------- | ------------------------ | ------ | ---------------------------- |
| -   | Défenseur | Alberto Alcha              | 3 avril 1920             | 23     | The Strongest La Paz         |
| -   | Attaquant | Víctor Celestino Algarañaz | 6 avril 1924             | 8      | Club Deportivo Litoral       |
| -   | Milieu    | Alberto Aparicio           |                          | 0      | Ferroviario La Paz           |
| -   | Milieu    | Duberty Aráoz              | 21 décembre 1920         | 10     | Club Deportivo Litoral       |
| -   | Gardien   | Vicente Arraya             | 25 janvier 1922          | 26     | Ferroviario La Paz           |
| -   | Milieu    | Juan Arricio               |                          | 0      | Ayacucho La Paz              |
| -   | Attaquant | Víctor Brown               | 7 mars 1927              | 2      | Club Deportivo Litoral       |
| -   | Défenseur | José Bustamante            | 5 mars 1922              | 31     | Club Deportivo Litoral       |
| -   | Milieu    | René Cabrera               |                          | 8      | Jorge Wilstermann Cochabamba |
| -   | Attaquant | Roberto Caparelli          | 18 novembre 1921         | 0      | The Strongest La Paz         |
| -   | Milieu    | Leonardo Ferrel            | 7 juillet 1923           | 18     | The Strongest La Paz         |
| -   | Attaquant | Benedicto Godoy            |                          | 9      | Ferroviario La Paz           |
| -   | Défenseur | Antonio Greco              | 1er janvier 1923         | 0      | Club Deportivo Litoral       |
| -   | Attaquant | Juan Guerra                |                          | 9      | Ferroviario La Paz           |
| -   | Attaquant | Benigno Gutiérrez          | 1er septembre 1925       | 15     | Club Deportivo Litoral       |
| -   | Gardien   | Eduardo Gutiérrez          | 17 janvier 1925          | 12     | Club Deportivo Ingavi        |
| -   | Attaquant | Benjamín Maldonado         | 1er janvier 1928         | 4      | San José Oruro               |
| -   | Attaquant | Mario Mena                 | 28 juillet 1928          | 9      | Club Bolívar                 |
| -   | Milieu    | Humberto Saavedra          |                          | 0      | The Strongest La Paz         |
| -   | Milieu    | Eulogio Sandoval           |                          | 0      | Club Deportivo Litoral       |
| -   | Attaquant | Víctor Ugarte              | 5 mai 1926               | 16     | Club Bolívar                 |
| -   | Milieu    | Antonio Valencia           | 5 mai 1925               | 9      | Club Bolívar                 |

## Brésil
Entraîneur : Flávio Costa
| No. | Pos.      | Joueur        | Date de naissance et âge | Sélec. | Club          |
| --- | --------- | ------------- | ------------------------ | ------ | ------------- |
| -   | Gardien   | Barbosa       | 27 mars 1921             | 13     | Vasco da Gama |
| -   | Défenseur | Augusto       | 22 octobre 1920          | 12     | Vasco da Gama |
| -   | Défenseur | Nílton Santos | 16 mai 1927              | 5      | Botafogo      |
| -   | Milieu    | Bauer         | 21 novembre 1925         | 6      | São Paulo     |
| -   | Milieu    | Danilo        | 3 décembre 1920          | 15     | Vasco da Gama |
| -   | Milieu    | Bigode        | 4 avril 1922             | 5      | Flamengo      |
| -   | Attaquant | Friaça        | 20 octobre 1924          | 6      | São Paulo     |
| -   | Attaquant | Zizinho       | 14 septembre 1922        | 30     | Bangu         |
| -   | Attaquant | Ademir        | 8 novembre 1922          | 25     | Vasco da Gama |
| -   | Attaquant | Jair          | 21 mars 1921             | 32     | Palmeiras     |
| -   | Attaquant | Chico         | 7 janvier 1922           | 15     | Vasco da Gama |
| -   | Attaquant | Adãozinho     | 2 avril 1923             | 2      | Internacional |
| -   | Attaquant | Alfredo II    | 1er janvier 1920         | 0      | Vasco da Gama |
| -   | Attaquant | Baltazar      | 14 janvier 1926          | 4      | Corinthians   |
| -   | Gardien   | Castilho      | 27 novembre 1927         | 2      | Fluminense    |
| -   | Défenseur | Ely           | 14 mai 1921              | 8      | Vasco da Gama |
| -   | Défenseur | Juvenal       | 27 novembre 1923         | 4      | Flamengo      |
| -   | Attaquant | Maneca        | 28 janvier 1926          | 3      | Vasco da Gama |
| -   | Défenseur | Nena          | 27 mars 1921             | 5      | Internacional |
| -   | Milieu    | Noronha       | 25 septembre 1918        | 15     | São Paulo     |
| -   | Attaquant | Rodrigues     | 27 juin 1925             | 2      | Fluminense    |
| -   | Milieu    | Rui           | 2 août 1922              | 27     | São Paulo     |

## Chili
Entraîneur : Alberto Buccicardi
| No. | Pos.      | Joueur             | Date de naissance et âge | Sélec. | Club                 |
| --- | --------- | ------------------ | ------------------------ | ------ | -------------------- |
| -   | Défenseur | Manuel Álvarez     | 23 mai 1928              | 3      | Universidad Católica |
| -   | Milieu    | Miguel Busquets    | 15 octobre 1920          | 15     | Universidad de Chile |
| -   | Milieu    | Fernando Campos    | 9 août 1921              | 5      | Colo-Colo            |
| -   | Milieu    | Hernán Carvallo    | 19 août 1922             | 5      | Universidad Católica |
| -   | Attaquant | Atilio Cremaschi   | 8 mars 1923              | 10     | Unión Española       |
| -   | Attaquant | Guillermo Díaz     | 29 décembre 1930         | 4      | Santiago Wanderers   |
| -   | Défenseur | Arturo Farías      | 1er novembre 1927        | 4      | Colo-Colo            |
| -   | Défenseur | Miguel Flores      |                          | 0      | Universidad de Chile |
| -   | Attaquant | Carlos Ibáñez      | 30 novembre 1931         | 0      | Deportes Magallanes  |
| -   | Attaquant | Raimundo Infante   | 2 février 1928           | 13     | Universidad Católica |
| -   | Gardien   | Sergio Livingstone | 26 mars 1920             | 31     | Universidad Católica |
| -   | Défenseur | Manuel Machuca     | 6 juin 1924              | 18     | Colo-Colo            |
| -   | Attaquant | Luis Mayanés       | 15 janvier 1925          | 0      | Universidad de Chile |
| -   | Attaquant | Manuel Muñoz       | 28 avril 1928            | 0      | Colo-Colo            |
| -   | Attaquant | Andrés Prieto      | 19 décembre 1928         | 9      | Universidad Católica |
| -   | Gardien   | René Quitral       | 22 juillet 1920          | 0      | Santiago Wanderers   |
| -   | Attaquant | Fernando Riera     | 27 juin 1920             | 16     | Universidad Católica |
| -   | Attaquant | George Robledo     | 14 avril 1926            | 0      | Newcastle United     |
| -   | Milieu    | Carlos Rojas       | 2 octobre 1928           | 5      | Unión Española       |
| -   | Défenseur | Fernando Roldán    | 1er avril 1921           | 0      | Universidad Católica |
| -   | Milieu    | Osvaldo Sáez       | 13 août 1923             | 11     | Colo-Colo            |
| -   | Défenseur | Francisco Urroz    | 31 octobre 1921          | 10     | Colo-Colo            |

## Espagne
Entraîneur : Guillermo Eizaguirre
| No. | Pos.      | Joueur             | Date de naissance et âge | Sélec. | Club                 |
| --- | --------- | ------------------ | ------------------------ | ------ | -------------------- |
| -   | Gardien   | Juan Acuña         | 11 janvier 1923          | 1      | Deportivo La Corogne |
| -   | Défenseur | Gabriel Alonso     | 9 novembre 1923          | 4      | Celta de Vigo        |
| -   | Défenseur | Francisco Antúnez  | 1er novembre 1922        | 2      | Séville FC           |
| -   | Défenseur | Vicente Asensi     | 28 janvier 1919          | 5      | Valence CF           |
| -   | Attaquant | Estanislao Basora  | 18 novembre 1926         | 4      | FC Barcelone         |
| -   | Attaquant | César              | 29 juin 1920             | 8      | FC Barcelone         |
| -   | Attaquant | Agustín Gaínza     | 28 mai 1922              | 14     | Athletic Bilbao      |
| -   | Défenseur | Josep Gonzalvo     | 16 janvier 1920          | 3      | FC Barcelone         |
| -   | Milieu    | Marià Gonzalvo     | 22 mars 1922             | 8      | FC Barcelone         |
| -   | Attaquant | Rosendo Hernández  | 1er mars 1921            | 2      | Espanyol Barcelone   |
| -   | Attaquant | Silvestre Igoa     | 5 septembre 1920         | 5      | Valence CF           |
| -   | Gardien   | Ignacio Eizaguirre | 7 novembre 1920          | 14     | Valence CF           |
| -   | Attaquant | José Juncosa       | 2 février 1922           | 1      | Atlético Madrid      |
| -   | Défenseur | Rafael Lesmes      | 9 novembre 1926          | 0      | Real Valladolid      |
| -   | Attaquant | Luis Molowny       | 12 mai 1925              | 2      | Real de Madrid       |
| -   | Milieu    | Nando              | 1er février 1921         | 5      | Athletic Bilbao      |
| -   | Attaquant | José Luis Panizo   | 12 janvier 1922          | 6      | Athletic Bilbao      |
| -   | Défenseur | José Parra         | 28 août 1925             | 1      | Espanyol Barcelone   |
| -   | Milieu    | Antonio Puchades   | 4 juin 1925              | 6      | Valence CF           |
| -   | Gardien   | Antoni Ramallets   | 4 juin 1924              | 0      | FC Barcelone         |
| -   | Défenseur | Alfonso Silva      | 19 mars 1926             | 3      | Atlético Madrid      |
| -   | Attaquant | Zarra              | 20 janvier 1921          | 11     | Athletic Bilbao      |

## États-Unis
Entraîneur : William Jeffrey
| No. | Pos.      | Joueur            | Date de naissance et âge | Sélec. | Club                      |
| --- | --------- | ----------------- | ------------------------ | ------ | ------------------------- |
| -   | Défenseur | Robert Annis      | 5 septembre 1928         | 1      | Saint-Louis Simpkins-Ford |
| -   | Milieu    | Walter Bahr       | 1er avril 1927           | 7      | Philadelphia Passon       |
| -   | Gardien   | Frank Borghi      | 9 avril 1925             | 4      | Saint-Louis Simpkins-Ford |
| -   | Milieu    | Charlie Colombo   | 20 juillet 1920          | 7      | Saint-Louis Simpkins-Ford |
| -   | Défenseur | Geoff Coombes     | 23 avril 1919            | 0      | Chicago Vikings           |
| -   | Attaquant | Robert Craddock   | 5 septembre 1923         | 0      | Pittsburgh Harmarville    |
| -   | Attaquant | Nicholas DiOrio   | 4 février 1921           | 0      | Pittsburgh Harmarville    |
| -   | Attaquant | Joe Gaetjens      | 19 mars 1924             | 0      | New York Brookhattan      |
| -   | Gardien   | Gino Gardassanich | 26 novembre 1922         | 0      | Chicago Slovaks           |
| -   | Défenseur | Harry Keough      | 15 novembre 1927         | 3      | Saint-Louis McMahon       |
| -   | Défenseur | Joe Maca          | 28 septembre 1920        | 0      | Brooklyn Hispano          |
| -   | Milieu    | Ed McIlvenny      | 21 octobre 1924          | 0      | Philadelphia Passon       |
| -   | Attaquant | Gino Pariani      | 21 février 1928          | 2      | Saint-Louis Simpkins-Ford |
| -   | Attaquant | Ed Souza          | 22 septembre 1921        | 2      | Ponta Delgada             |
| -   | Attaquant | John Souza        | 12 juillet 1920          | 9      | Ponta Delgada             |
| -   | Attaquant | Frank Wallace     | 15 juillet 1922          | 4      | Saint-Louis Simpkins-Ford |
| -   | Attaquant | Adam Wolanin      | 13 novembre 1919         | 0      | Chicago Eagles            |

## Italie
Entraîneur : Ferruccio Novo
| No. | Pos.      | Joueur               | Date de naissance et âge | Sélec. | Club              |
| --- | --------- | -------------------- | ------------------------ | ------ | ----------------- |
| -   | Attaquant | Amedeo Amadei        | 26 juillet 1921          | 6      | Inter Milan       |
| -   | Défenseur | Carlo Annovazzi      | 24 mai 1925              | 10     | Milan AC          |
| -   | Défenseur | Ivano Blason         | 24 mai 1923              | 0      | Triestina Calcio  |
| -   | Attaquant | Giampiero Boniperti  | 4 juillet 1928           | 6      | Juventus de Turin |
| -   | Attaquant | Aldo Campatelli      | 7 avril 1919             | 6      | Inter Milan       |
| -   | Attaquant | Gino Cappello        | 2 juin 1920              | 3      | Bologne FC        |
| -   | Attaquant | Emilio Caprile       | 30 septembre 1928        | 2      | Atalanta Bergame  |
| -   | Attaquant | Riccardo Carapellese | 1er juillet 1922         | 11     | Torino FC         |
| -   | Gardien   | Giuseppe Casari      | 10 avril 1922            | 2      | Atalanta Bergame  |
| -   | Défenseur | Osvaldo Fattori      | 22 juin 1922             | 3      | Inter Milan       |
| -   | Défenseur | Zeffiro Furiassi     | 19 janvier 1923          | 0      | Lazio de Rome     |
| -   | Défenseur | Attilio Giovannini   | 30 juillet 1924          | 4      | Inter Milan       |
| -   | Attaquant | Benito Lorenzi       | 20 décembre 1925         | 5      | Inter Milan       |
| -   | Milieu    | Augusto Magli        | 9 mars 1923              | 0      | Fiorentina        |
| -   | Milieu    | Giacomo Mari         | 17 octobre 1924          | 3      | Juventus de Turin |
| -   | Gardien   | Giuseppe Moro        | 16 janvier 1921          | 2      | Torino FC         |
| -   | Attaquant | Ermes Muccinelli     | 28 juillet 1927          | 2      | Juventus de Turin |
| -   | Attaquant | Egisto Pandolfini    | 19 février 1926          | 0      | Fiorentina        |
| -   | Milieu    | Carlo Parola         | 20 septembre 1921        | 9      | Juventus de Turin |
| -   | Milieu    | Leandro Remondini    | 17 novembre 1917         | 0      | Lazio de Rome     |
| -   | Gardien   | Lucidio Sentimenti   | 1er juillet 1920         | 7      | Lazio de Rome     |
| -   | Milieu    | Omero Tognon         | 3 mars 1924              | 4      | Milan AC          |

## Mexique
Entraîneur : Octavio Vial
| No. | Pos.      | Joueur                   | Date de naissance et âge | Sélec. | Club                       |
| --- | --------- | ------------------------ | ------------------------ | ------ | -------------------------- |
| -   | Attaquant | José Luis Borbolla       | 31 janvier 1920          |        | Club América               |
| -   | Gardien   | Antonio Carbajal         | 7 juin 1929              |        | Real Club España           |
| -   | Attaquant | Horacio Casarín          | 25 mai 1918              |        | Real Club España           |
| -   | Gardien   | Raúl Córdoba             | 14 avril 1924            |        | Club San Sebastián de León |
| -   | Milieu    | Samuel Cuburu            | 20 février 1928          |        | CF Puebla                  |
| -   | Milieu    | Antonio Flores           | 13 juillet 1923          |        | CF Atlas                   |
| -   | Défenseur | Gregorio Gómez           | 26 juin 1924             |        | Deportivo Guadalajara      |
| -   | Milieu    | Carlos Guevara           |                          |        | CF Asturias                |
| -   | Défenseur | Manuel Gutiérrez         | 8 avril 1920             |        | Club América               |
| -   | Milieu    | Francisco Hernández      | 16 janvier 1924          |        | Zacatepec                  |
| -   | Défenseur | Alfonso Montemayor       | 28 avril 1922            |        | Club León                  |
| -   | Attaquant | José Naranjo             | 19 mars 1926             |        | Club Oro de Jalisco        |
| -   | Attaquant | Leonardo Navarro         |                          |        | CF Atlante                 |
| -   | Milieu    | Mario Ochoa              | 1927                     |        | Club América               |
| -   | Milieu    | Héctor Ortiz             | 20 décembre 1928         |        | CD Marte                   |
| -   | Milieu    | Mario Pérez              | 19 février 1927          |        | CD Marte                   |
| -   | Attaquant | Max Prieto               | 28 mars 1919             |        | Deportivo Guadalajara      |
| -   | Défenseur | José Antonio Roca        | 24 mai 1928              |        | Club Necaxa                |
| -   | Défenseur | Rodrígo Ruíz             | 14 avril 1923            |        | Deportivo Guadalajara      |
| -   | Attaquant | Carlos Septién           | 18 janvier 1923          |        | Real Club España           |
| -   | Attaquant | José Guadalupe Velázquez | 12 août 1923             |        | CF Puebla                  |
| -   | Défenseur | Felipe Zetter            | 3 juillet 1923           |        | CF Atlas                   |

## Paraguay
Entraîneur : Manuel Fleitas Solich
| No. | Pos.      | Joueur                | Date de naissance et âge | Sélec. | Club                  |
| --- | --------- | --------------------- | ------------------------ | ------ | --------------------- |
| -   | Attaquant | Enrique Avalos        | 1922                     |        | Cerro Porteño         |
| -   | Attaquant | Marcial Avalos        |                          |        | Cerro Porteño         |
| -   | Milieu    | Melanio Báez          |                          |        | Club Nacional         |
| -   | Attaquant | Ángel Berni           | 9 janvier 1931           |        | Club Sportivo Luqueño |
| -   | Défenseur | Antonio Cabrera       |                          |        | Club Libertad         |
| -   | Attaquant | Lorenzo Calonga       |                          |        | Club Guaraní          |
| -   | Attaquant | Juan Cañete           |                          |        | Club Presidente Hayes |
| -   | Milieu    | Castor Cantero        | 1918                     |        | Club Olimpia          |
| -   | Gardien   | Pablo Centurión       |                          |        | Cerro Porteño         |
| -   | Défenseur | Casiano Céspedes      | 1924                     |        | Club Olimpia          |
| -   | Défenseur | Manuel Gavilán        | 1921                     |        | Club Libertad         |
| -   | Défenseur | Alberto González      | 1922                     |        | Club Olimpia          |
| -   | Milieu    | Armando González      |                          |        | Club Guaraní          |
| -   | Milieu    | Victoriano Leguizamón | 1923                     |        | Club Olimpia          |
| -   | Attaquant | Atilio López          | 1925                     |        | Club Nacional         |
| -   | Attaquant | César López Fretes    | 21 mars 1923             |        | Club Olimpia          |
| -   | Attaquant | Hilarión Osorio       |                          |        | Club Sportivo Luqueño |
| -   | Défenseur | Elioro Paredes        |                          |        | Club Sportivo Luqueño |
| -   | Attaquant | Darío Jara Saguier    | 11 septembre 1926        |        | Cerro Porteño         |
| -   | Attaquant | Francisco Sosa        |                          |        | Cerro Porteño         |
| -   | Attaquant | Leongino Unzain       | 16 mai 1925              |        | Club Olimpia          |
| -   | Gardien   | Marcelino Vargas      | 1921                     |        | Club Libertad         |

## Suède
Entraîneur :  George Raynor
| No. | Pos.      | Joueur             | Date de naissance et âge | Sélec. | Club            |
| --- | --------- | ------------------ | ------------------------ | ------ | --------------- |
| -   | Milieu    | Olle Åhlund        | 22 août 1920             | 15     | Degerfors IF    |
| -   | Milieu    | Sune Andersson     | 22 février 1921          | 23     | AIK Solna       |
| -   | Défenseur | Ivan Bodin         | 20 juillet 1923          | 0      | AIK Solna       |
| -   | Milieu    | Ingvar Gärd        | 6 octobre 1921           | 1      | Malmö FF        |
| -   | Attaquant | Hasse Jeppson      | 10 mai 1925              | 1      | Djurgårdens IF  |
| -   | Défenseur | Gunnar Johansson   | 29 février 1924          | 0      | GAIS            |
| -   | Attaquant | Egon Jönsson       | 6 décembre 1926          | 7      | Malmö FF        |
| -   | Gardien   | Torsten Lindberg   | 14 avril 1917            | 18     | IFK Norrköping  |
| -   | Défenseur | Arne Månsson       | 11 novembre 1925         | 1      | Malmö FF        |
| -   | Attaquant | Bror Mellberg      | 9 décembre 1923          | 1      | AIK Solna       |
| -   | Défenseur | Erik Nilsson       | 6 août 1916              | 28     | Malmö FF        |
| -   | Attaquant | Stellan Nilsson    | 28 mai 1922              | 15     | Malmö FF        |
| -   | Milieu    | Knut Nordahl       | 13 janvier 1920          | 22     | IFK Norrköping  |
| -   | Attaquant | Karl-Erik Palmér   | 17 avril 1929            | 5      | Malmö FF        |
| -   | Attaquant | Ingvar Rydell      | 7 mai 1922               | 2      | Malmö FF        |
| -   | Défenseur | Lennart Samuelsson | 7 juillet 1924           | 1      | IF Elfsborg     |
| -   | Attaquant | Lennart Skoglund   | 24 décembre 1929         | 1      | AIK Solna       |
| -   | Attaquant | Stig Sundqvist     | 19 juillet 1922          | 6      | IFK Norrköping  |
| -   | Gardien   | Kalle Svensson     | 11 novembre 1925         | 4      | Helsingborgs IF |
| -   | Attaquant | Kurt Svensson      | 15 avril 1927            | 0      | IS Halmia       |
| -   | Gardien   | Tore Svensson      | 6 décembre 1927          | 0      | Malmö FF        |
| -   | Attaquant | Börje Tapper       | 20 mai 1922              | 4      | Malmö FF        |

## Suisse
Entraîneur : Franco Andreoli

## Uruguay
Entraîneur : Juan López
| No. | Pos.      | Joueur                   | Date de naissance et âge | Sélec. | Club            |
| --- | --------- | ------------------------ | ------------------------ | ------ | --------------- |
| -   | Attaquant | Julio César Britos       | 18 mai 1926              | 10     | CA Peñarol      |
| -   | Attaquant | Juan Burgueño            | 4 février 1923           | 4      | Danubio FC      |
| -   | Défenseur | Schubert Gambetta        | 14 avril 1920            | 39     | Nacional        |
| -   | Attaquant | Alcides Ghiggia          | 22 décembre 1926         | 3      | CA Peñarol      |
| -   | Défenseur | Juan Carlos González     | 22 août 1924             | 3      | CA Peñarol      |
| -   | Défenseur | Matías González          | 6 août 1925              | 7      | CA Cerro        |
| -   | Défenseur | William Martínez         | 13 janvier 1928          | 3      | Rampla Juniors  |
| -   | Gardien   | Roque Máspoli            | 12 octobre 1917          | 27     | CA Peñarol      |
| -   | Attaquant | Oscar Míguez             | 5 décembre 1927          | 5      | CA Peñarol      |
| -   | Attaquant | Rubén Morán              | 6 août 1930              | 2      | CA Cerro        |
| -   | Milieu    | Washington Ortuño        | 13 mai 1928              | 0      | CA Peñarol      |
| -   | Gardien   | Aníbal Paz               | 18 février 1918          | 23     | Nacional        |
| -   | Attaquant | Julio Pérez              | 19 juin 1926             | 7      | Nacional        |
| -   | Milieu    | Rodolfo Pini             | 12 novembre 1926         | 6      | Nacional        |
| -   | Attaquant | Luis Rijo                | 28 septembre 1927        | 0      | Central Español |
| -   | Milieu    | Víctor Rodríguez Andrade | 2 mai 1927               | 11     | Central Español |
| -   | Attaquant | Carlos Romero            | 7 septembre 1927         | 3      | Danubio FC      |
| -   | Attaquant | Juan Alberto Schiaffino  | 28 juillet 1925          | 9      | CA Peñarol      |
| -   | Défenseur | Eusebio Tejera           | 6 janvier 1922           | 28     | Nacional        |
| -   | Milieu    | Obdulio Varela           | 20 septembre 1917        | 39     | CA Peñarol      |
| -   | Attaquant | Ernesto Vidal            | 15 novembre 1921         | 0      | CA Peñarol      |
| -   | Défenseur | Héctor Vilches           | 14 février 1926          | 5      | CA Cerro        |

## Yougoslavie
Entraîneur : Milorad Arsenijević
| No. | Pos.      | Joueur                 | Date de naissance et âge | Sélec. | Club                     |
| --- | --------- | ---------------------- | ------------------------ | ------ | ------------------------ |
| -   | Milieu    | Aleksandar Atanacković | 29 avril 1920            | 15     | Partizan Belgrade        |
| -   | Gardien   | Vladimir Beara         | 2 novembre 1928          | 0      | Hajduk Split             |
| -   | Attaquant | Stjepan Bobek          | 3 décembre 1923          | 26     | Partizan Belgrade        |
| -   | Défenseur | Božo Broketa           | 24 décembre 1921         | 3      | Hajduk Split             |
| -   | Attaquant | Željko Čajkovski       | 5 mai 1925               | 16     | Dinamo Zagreb            |
| -   | Milieu    | Zlatko Čajkovski       | 24 janvier 1923          | 25     | Partizan Belgrade        |
| -   | Défenseur | Ratko Čolić            | 17 mars 1918             | 6      | Partizan Belgrade        |
| -   | Milieu    | Predrag Đajić          | 1er mai 1922             | 5      | Étoile rouge de Belgrade |
| -   | Défenseur | Vladimir Firm          | 11 septembre 1923        | 3      | Partizan Belgrade        |
| -   | Défenseur | Ivica Horvat           | 16 juillet 1926          | 13     | Dinamo Zagreb            |
| -   | Défenseur | Miodrag Jovanović      | 17 janvier 1922          | 18     | Partizan Belgrade        |
| -   | Milieu    | Ervin Katnić           | 11 mars 1923             |        | Hajduk Split             |
| -   | Attaquant | Prvoslav Mihajlović    | 13 avril 1921            | 12     | Partizan Belgrade        |
| -   | Attaquant | Rajko Mitić            | 6 septembre 1922         | 19     | Étoile rouge de Belgrade |
| -   | Gardien   | Srđan Mrkušić          | 26 juin 1915             | 4      | Étoile rouge de Belgrade |
| -   | Attaquant | Tihomir Ognjanov       | 2 mars 1927              | 2      | Étoile rouge de Belgrade |
| -   | Milieu    | Bela Palfi             | 16 février 1923          | 1      | Étoile rouge de Belgrade |
| -   | Milieu    | Ivo Radovniković       | 9 février 1918           |        | Hajduk Split             |
| -   | Défenseur | Branko Stanković       | 31 octobre 1921          | 19     | Étoile rouge de Belgrade |
| -   | Attaquant | Kosta Tomašević        | 25 juillet 1923          | 6      | Étoile rouge de Belgrade |
| -   | Attaquant | Bernard Vukas          | 1er mai 1927             | 6      | Hajduk Split             |
| -   | Défenseur | Siniša Zlatković       | 16 avril 1934            |        | Étoile rouge de Belgrade |